# Sarcophaga santospintosi
Sarcophaga santospintosi är en tvåvingeart som beskrevs av Andy Z. Lehrer och Baez 1986. Sarcophaga santospintosi ingår i släktet Sarcophaga och familjen köttflugor. Inga underarter finns listade i Catalogue of Life.